# 178383 Teruel
178383 Teruel è un asteroide della fascia principale. Scoperto nel 1997, presenta un'orbita caratterizzata da un semiasse maggiore pari a 2,582550 UA e da un'eccentricità di 0,187274, inclinata di 7,096024° rispetto all'eclittica.
Fa parte della famiglia di asteroidi Rafita.
È dedicato alla città spagnola di Teruel, sito Patrimonio Unesco dell'umanità.